# Jean Penders
Jean Penders (Gemert, 5 aprile 1939 – Leidschendam, 13 gennaio 2025) è stato un politico olandese, esponente di Appello Cristiano Democratico, che ricoprì l'incarico di europarlamentare per tre legislature, venendo eletto al Parlamento europeo alle elezioni del 1979, del 1984 e del 1989.

## Biografia
Penders frequentò il liceo al Canisius College di Nimega, dove fu compagno di classe di Ruud Lubbers, e studiò storia all'Università Cattolica di Nimega. Lavorò presso l'Ufficio per il disarmo e gli affari internazionali della pace del Ministero degli Affari esteri, per il gruppo KVP nella Camera dei rappresentanti e come ufficiale di comunicazione per il Consiglio scientifico per la politica governativa (WRR). 
Penders fu eletto al Parlamento europeo nel 1979 dove si concentrò principalmente su questioni internazionali e di difesa. Era un leader del CDA alle elezioni del Parlamento europeo del 1989.  Nel 1991 gli mancava la presidenza del gruppo del Partito popolare europeo.  Nel 1994 non è tornato e successivamente è stato editorialista per, tra gli altri, di Volkskrant e NRC Handelsblad.